# Xorides funiuensis
Xorides funiuensis là một loài tò vò trong họ Ichneumonidae.